# Вербицький Анатолій Михайлович

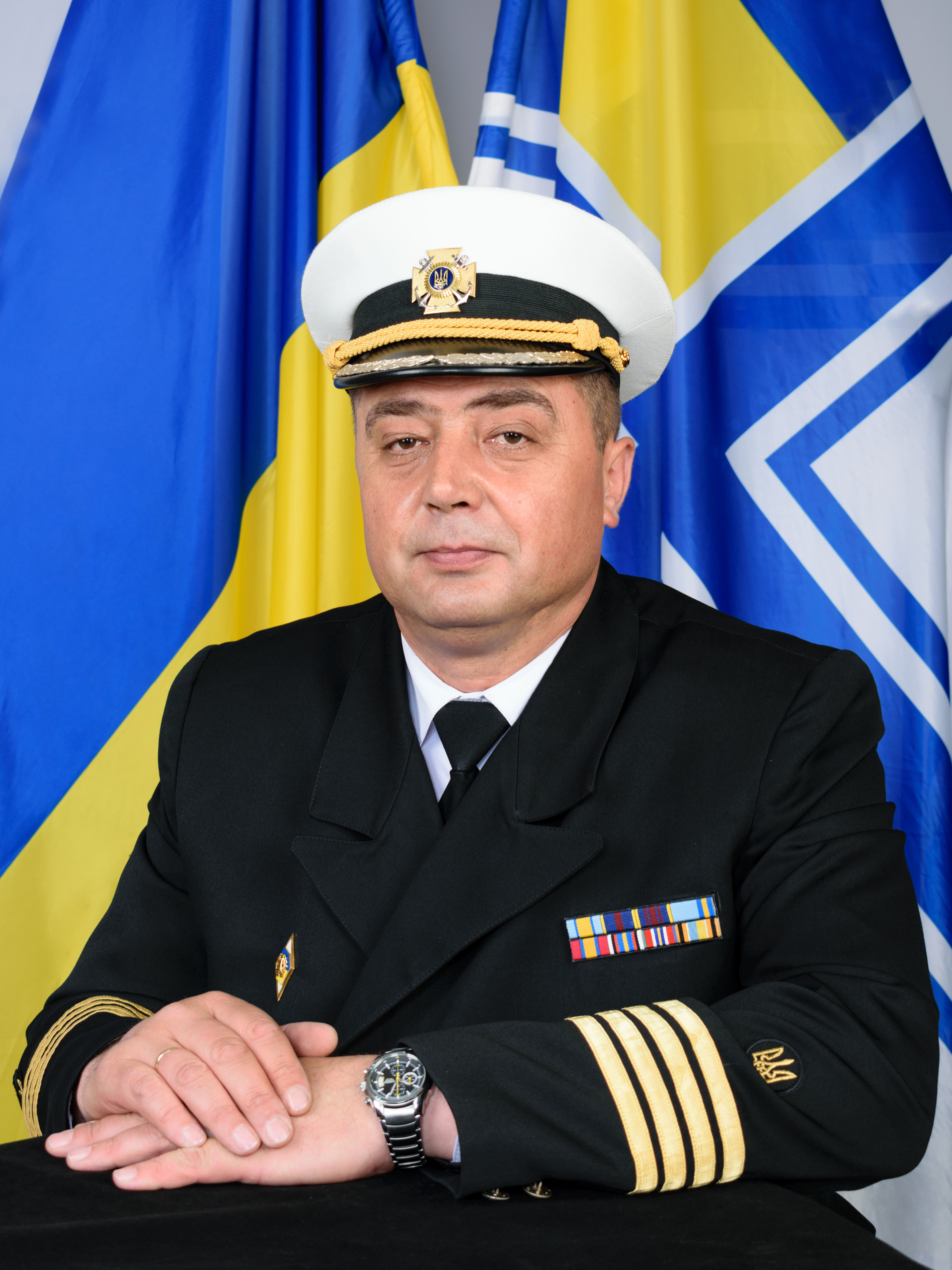
капітан І рангу Вербицький Анатолій Михайлович

Анатолій Михайлович Вербицький (30 серпня 1969, на Вінниччині —  17 травня 2020, на Волині) — український військовик, капітан І рангу запасу, заступник командувача з логістики – начальник логістики Командування Військово-Морських Сил Збройних Сил України (2016).

## Життєпис
У 1990 році закінчив Горьківське вище військове училище тилу.
У 1990 році розпочав військову службу на посаді помічника начальника відділення центральної перевалочної бази.
З 1993 по 2012 рік проходив службу на посадах начальника продовольчої служби військових частин, заступника командира бригади з тилу – начальника тилу, заступника начальника центру з матеріально-технічного забезпечення – начальника відділу  центру військ  берегової оборони.
У 2001 році здобув оперативно-тактичний рівень військової освіти, а в 2012 році — оперативно-стратегічний рівень.
У 2012 – 2014 роках — начальник відділу тилового забезпечення центру організації матеріально-технічного забезпечення Головного командного центру Збройних Сил України.
З 2014 по 2016 рік проходив службу на посадах начальника тилу оперативних командувань.
З грудня 2016 року заступник командувача з логістики – начальник логістики Командування Військово-Морських Сил Збройних Сил України.
Учасник АТО на території Донецької і Луганської областей.
В 2019 році був звільнений з військової служби у запас.
17.05.2020 року, о 21:00, загинув в ДТП на автодорозі неподалік с. Верба (Володимир-Волинський район) Волинської області,